# サイマー湖
サイマー湖（サイマーこ、フィンランド語: Saimaa、フィンランド語発音: [ˈsɑi̯mɑː]、英語発音：[ˈsaɪmɑː]、英語発音リスペリング：SY-mah、スウェーデン語: Saimen）は、フィンランド南東部にある湖である。湖面は同国の南サヴォ県、北サヴォ県、南カルヤラ県、北カルヤラ県の4県に跨っている。かつては、大部分が東スオミ州に含まれており、南側の極一部が南スオミ州に含まれていた。面積は4,400平方キロメートル (1,700 sq mi)であり、フィンランドで最大、ヨーロッパでも4番目の大きさの湖である。

## 歴史
氷河時代終わりに氷河が融けたことで形成された。湖周辺の大きな町としては、ラッペーンランタ、イマトラ、サヴォンリンナ、ミッケリ、ヴァルカウス、そしてヨエンスーが挙げられる。約6000年前、当時の古サイマー湖は約9,000 km2 (3,500 sq mi)の湖面を持ち、この地域を覆っていたと推定されている。そして、新たな流出河川が形成され、湖水が排水された。この湖水の排出によって、数千平方キロメートルもの湿地が形成された。この出来事の後、数十年でこの地域の人口は最大となったものの、人口減少に直面した北方針葉樹林の生態学的開発へと回帰した。

## 地形
サイマー湖からは、ヴオクシ川が流れ出し、ラドガ湖（ロシア領）に注いでいる。サイマー湖には多数の島が点在しており、加えて狭い水路で多くの小湖沼に分割されている。そして、この分割された小湖沼には、別の名前が付けられていることもあり、著名なものとしては、スール＝サイマー湖（フィンランド語: Suur-Saimaa）、オリヴェシ湖（フィンランド語: Orivesi）、プルヴェシ湖（フィンランド語: Puruvesi）、ハウキヴェシ湖（フィンランド語: Haukivesi）、ヨヴェシ湖（フィンランド語: Yövesi）、ピヒラヤヴェシ湖（フィンランド語: Pihlajavesi）、プハセルカ湖（フィンランド語: Pyhäselkä）が挙げられる。サイマー湖においては、構成する小湖沼がフィンランドの湖沼の富栄養化の主要な段階全てを示している。
サイマー湖を含むサイマー盆地の地域については次の様に述べられたことがある。
ここは、世界の他のどの地域よりも単位面積あたりの海岸線が多く、全長は約15,000キロメートル（9,300マイル）にもなる。この地域の島の数は14,000にも上り、この地域の湖沼の系統の複雑さを示している。
2021年にユネスコ世界ジオパークに指定される。

## 自然資源
絶滅危惧種である淡水アザラシ、サイマーワモンアザラシ（ワモンアザラシの一種）がサイマー湖に生息しており、本種はサイマー湖のみで生息が確認されている。これに加えて、絶滅危惧種のサイマーサーモンもサイマー湖のみに生息している。
近郊には、アクセスが容易で、かつ豊富なアスベスト鉱床が存在し、サイマー湖畔は、紀元前1900年頃から紀元200年頃の間製造されていたアスベスト＝セラミックの発祥の地ではないかと推定されている。
サイマー湖の周辺は、避暑地として著名であり、湖畔には多数のコテージが建っており、クルージングも盛んである。

## サイマー運河
湖畔の街ラッペーンランタ・ラウリツァラ地区からヴィボルグ（現：ロシア領）を結ぶサイマー運河は、サイマー湖からフィンランド湾を結ぶ水路でもある。また、サイマー湖から多くの小さな運河がフィンランド東部の小さな湖につながっており、水路のネットワークをなしている。これらの水路は主に、木材・鉱石・金属・パルプなどの水運に利用されている他、観光客が利用することもある。

## 著名な人物
- ロシア帝国の作家、マクシム・ゴーリキーは、ロシア第一革命（1905年モスクワ反乱（英語版））の余波で、黒百人組に当時住んでいたアパートメントが襲撃され、少しの間、サイマー湖畔に避難していた。彼は、離婚した妻・エカテリーナに宛てた手紙で、「まるで御伽噺の中に居る様な、とても美しい場所だ」と書いている[6]。

## ギャラリー

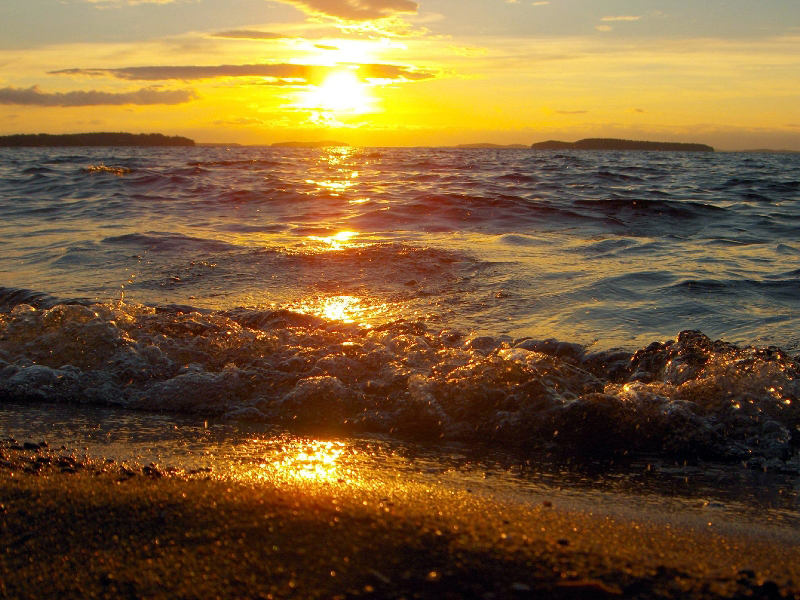
ヨウツセノからサイマー湖西方を望む
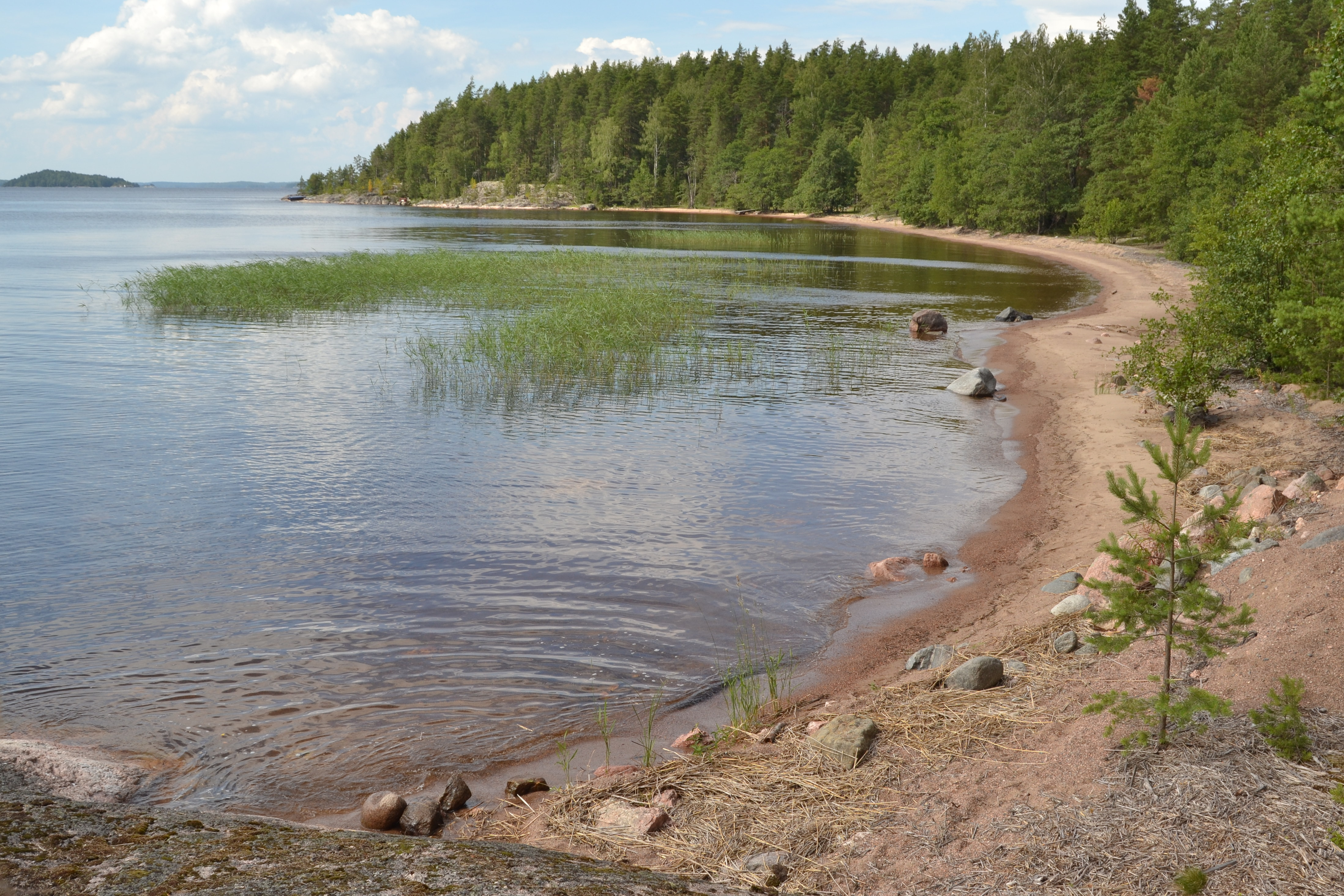
ヒエタサーリ島（ヒエタ島）とサイマー湖
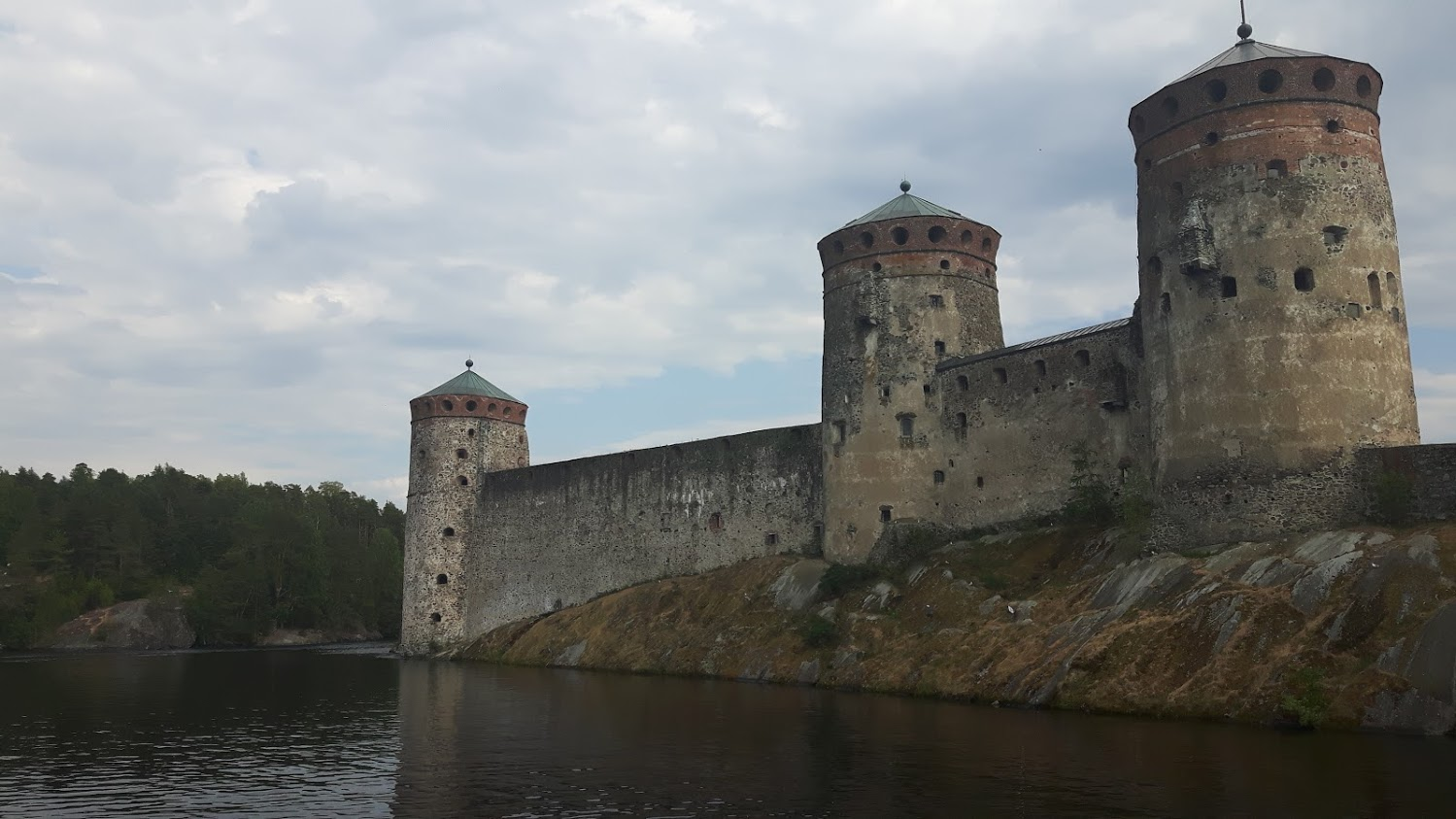
サイマー湖に位置するオラヴィンリンナ要塞
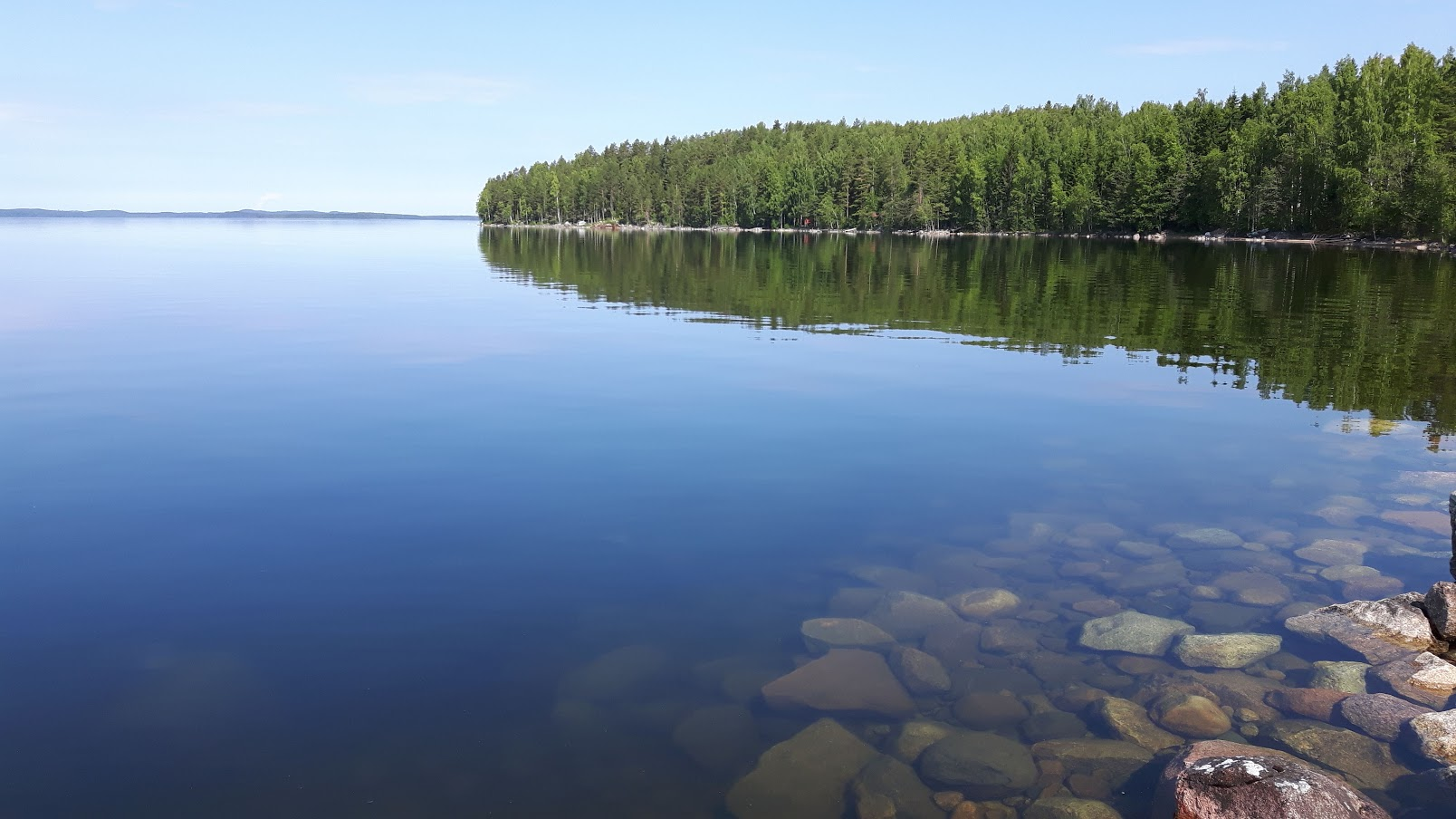
サイマー湖畔
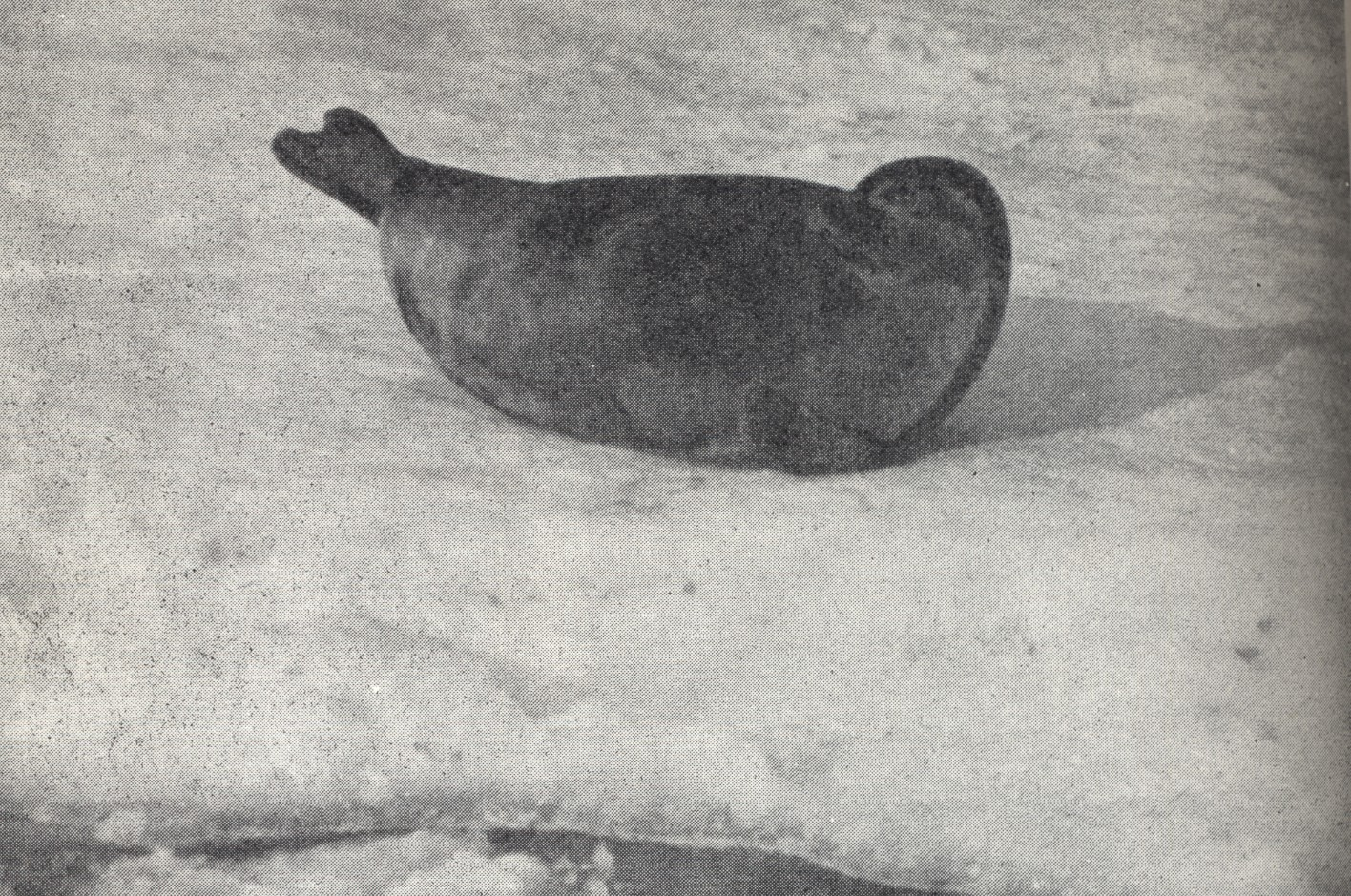
1956年に撮影されたサイマーワモンアザラシ
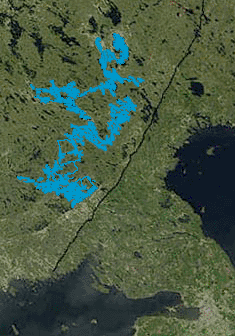
宇宙から見たサイマー湖。下にフィンランド湾、右側にラドガ湖が写っている。写真中の黒い線は、フィンランドとロシアの国境である